# مبيضة بيضاء
المُبيَضّة البيضاء أو فطريات المهبل أو كانديدا البيكانس(Candida albicans)، هي خميرة ممرضة انتهازية شائعة، وتُعد من الأعضاء الطبيعية في فلورا الأمعاء البشرية. كما يمكنها البقاء على قيد الحياة خارج جسم الإنسان. يتم اكتشافها في الجهاز الهضمي والفم لدى 40–60% من البالغين الأصحاء. عادةً ما تكون كائنًا متعايشًا (Commensal organism)، لكنها قد تصبح ممرضة لدى الأشخاص ذوي المناعة الضعيفة تحت ظروف معينة.
تُعد المبيضة البيضاء واحدة من الأنواع القليلة من جنس المبيضات القادرة على إحداث عدوى المبيضات لدى الإنسان، وهي عدوى تنتج عن فرط نمو هذا الفطر. على سبيل المثال، كثيرًا ما تُلاحظ عدوى المبيضات لدى مرضى فيروس نقص المناعة البشرية. تُعد المبيضة البيضاء أكثر أنواع الفطريات شيوعًا التي يتم عزلها من الأغشية الحيوية (Biofilms) المتكوّنة إما على الأجهزة الطبية المزروعة بشكل دائم أو على أنسجة الإنسان.
تُسهم المبيضة البيضاء، إلى جانب المبيضة المدارية (C. tropicalis)، والمبيضة الجرداء (C. parapsilosis)، والمبيضة الجلابراتا (C. glabrata) في 50–90% من جميع حالات داء المبيضات لدى البشر. وقد أُبلغ عن معدل وفيات يصل إلى 40% لدى المرضى المصابين بداء المبيضات الجهازي الناتج عن المبيضة البيضاء. وبحسب أحد التقديرات، فإن داء المبيضات الغازي المكتسب في المستشفيات يسبب ما بين 2,800 إلى 11,200 حالة وفاة سنويًا في الولايات المتحدة. ومع ذلك، قد لا تعكس هذه الأرقام الحجم الحقيقي للضرر الذي تسببه هذه الكائنات، إذ تشير الدراسات إلى أن المبيضة البيضاء قادرة على عبور الحاجز الدموي الدماغي لدى الفئران.
تُستخدم المبيضة البيضاء على نطاق واسع كنموذج بحثي لدراسة الفطريات الممرضة. ويُشار إليها عادةً بأنها فطر ثنائي الشكل (dimorphic fungus) لأنها تنمو على شكل خلايا خميرية وأيضًا خلايا خيطية (خيطية الشكل). ومع ذلك، فهي تمتلك عدة أنماط شكلية أخرى، منها الشكل المعتم (opaque)، وشكل GUT، والشكل الكاذب الخيطي (pseudohyphal).
كان يُعتقد ولفترة طويلة أن المبيضة البيضاء كائن ثنائي الصيغة الصبغية (diploid) بشكل إلزامي ولا تمر بمرحلة أحادية الصيغة الصبغية (haploid)، إلا أن هذا الاعتقاد غير صحيح؛ إذ يمكن أن توجد المبيضة البيضاء في مرحلة أحادية الصيغة الصبغية، كما يمكن أن توجد في مرحلة رباعية الصيغة الصبغية (tetraploid)، والتي تتكون عندما تتزاوج الخلايا ثنائية الصيغة الصبغية وهي في الشكل المعتم.
يبلغ حجم الجينوم ثنائي الصيغة الصبغية حوالي 29 ميغاباز (Mb)، ولم يتم حتى الآن توصيف ما يصل إلى 70% من الجينات المشفرة للبروتينات. تُزرع المبيضة البيضاء بسهولة في المختبر، ويمكن دراستها في الجسم الحي (in vivo) أو في المختبر (in vitro). ويؤثر نوع الوسط الزرعي المستخدم على الحالة الشكلية للمبيضة البيضاء، مما يتيح إجراء دراسات متنوعة حسب الوسط المستخدم. ومن بين الأوساط الخاصة، يُستخدم وسط CHROMagar Candida للتمييز بين أنواع المبيضات المختلفة.